# ضرعاء صلبة
ضرعاء صلبة (الاسم العلمي:Mammillaria robusta) هي نوع غير مؤكد من النباتات يتبع جنس الضرعاء من الفصيلة الصبارية.